# 南京市第三高级中学
32°01′46″N 118°47′21″E / 32.029486°N 118.789098°E
南京市第三高级中学（又称南京三中），始建于1902年（光绪二十八年）。该校现有西校区、文昌校区、金銮校区、东校区四部分。

## 历史
- 1902年建校，原名为上元高级小学
- 1938年改名为正始中学
- 1946年正式命名为南京市第三中学
- 1995年被确认为南京市首批重点中学
- 1997年重新翻建白下校区
- 1998年被确认为江苏省重点中学
- 1999年又被授予江苏省模范中学
- 2005年該校被江苏省教育厅评为江苏省四星级中学。
- 2011年4月和南京市第六中学合并，维持原名称。
- 2019年，因区域教育布局调整需要，南京市第三高级中学停止招生，原招生代码收回。[2]

## 校区
南京三中下属有四个校区：
- 西校区 ［原白下校区］（高三）：南京市秦淮区白下路117号
- 东校区［原六中校区］（高一、高二）：南京市秦淮区白下路193号（原南京市第六中学校址）[3]
- 文昌校区（初一、初二）：南京市秦淮区文昌巷63号（原南京市第二十二中学校址）
- 金銮校区（初三）：南京市秦淮区金銮巷2号（原南京市第六十七中学校址）

## 事件
2007年北京艺龙信息有限公司制作了D-Evil歌曲《挤公交》的閃客MV，其中一幕表现的是歌曲中“中学生，抱到啃”的内容：画面中两名男女中学生，在公交车座位上拥抱接吻。其中女中学生的夹克式校服上有“南京六中”字样。南京市第六中学认为其“公然与一男学生拥抱接吻，使公众对原告学校的校风校纪产生质疑，很明显是恶意损害该校学生及学校的形象”为由，向南京白下区法院起诉MV制作信息公司及制作人侵犯了其名誉权。